# Bosque de Hodmímir

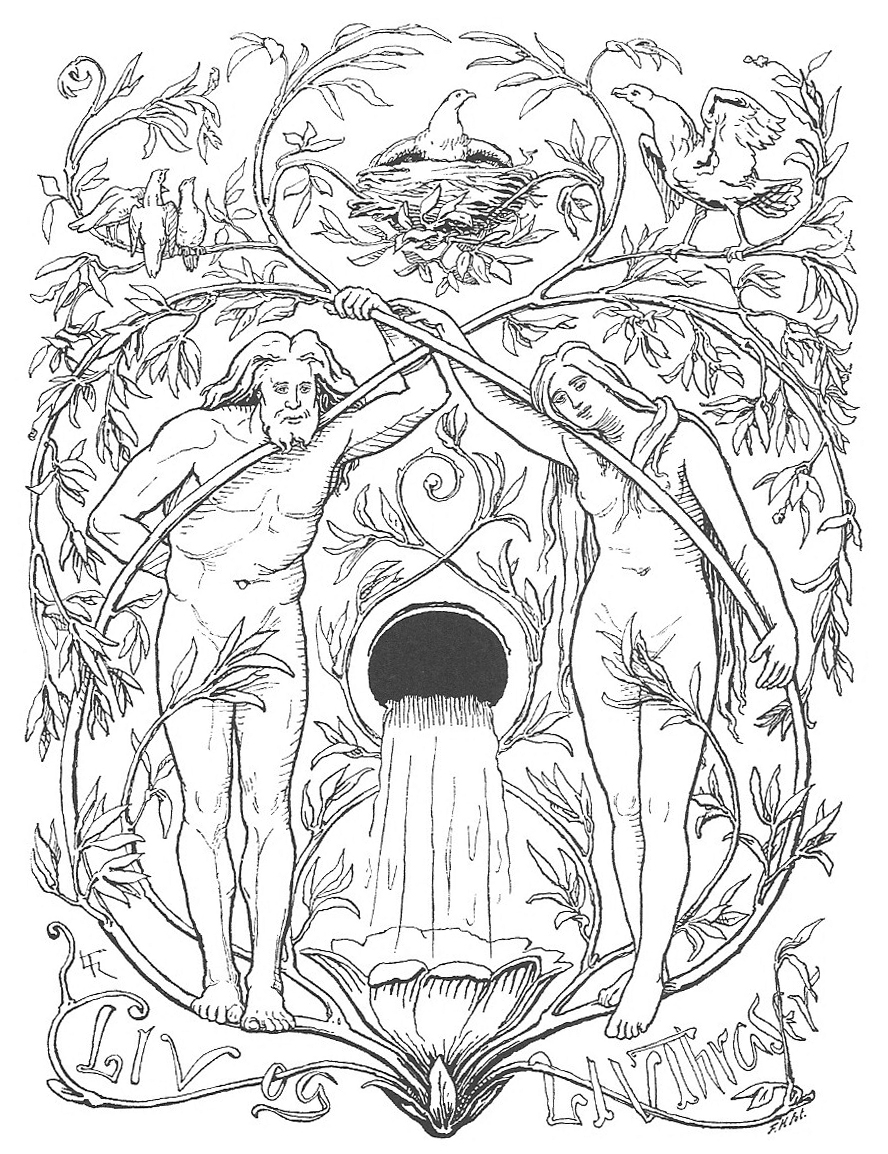
Bosque de Hodmímir en la profetización Líf y Lífthrasir

En la mitología nórdica, el bosque de Hodmímir es un lugar donde se profetizó que Líf y Lífthrasir sobrevivirían los largos inviernos del Fimbulvetr (“invierno largo”). Hodmímr se cita en la Edda poética (poemas recopilados durante el siglo XIII de fuentes primarias muy anteriores) y la Edda prosaica (escrita en el siglo XIII por Snorri Sturluson). Las teorías de los investigadores han consensuado que el lugar concreto está potencialmente vinculado al árbol del mundo Yggdrasil.